# Сальварсан
Сальварса́н (также известен как «препарат 606» и арсфенами́н) — лекарство от сифилиса, созданное химиком Паулем Эрлихом; число 606 — номер в перечне мышьяксодержащих соединений заданного типа, синтезированных и испробованных Эрлихом в качестве противосифилитического средства.
Синтез этого соединения был первым выдающимся достижением химиотерапии и положил начало новой эре в лечении инфекционных болезней при помощи лекарственных средств.

## История создания

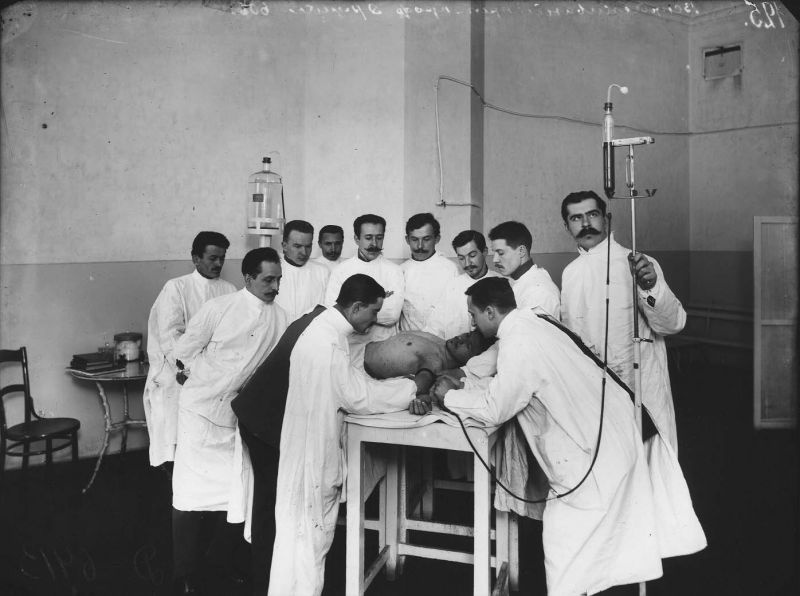
Прививка препарата «606» служащему Императорского Воспитательного дома. Российская империя, 1910 год

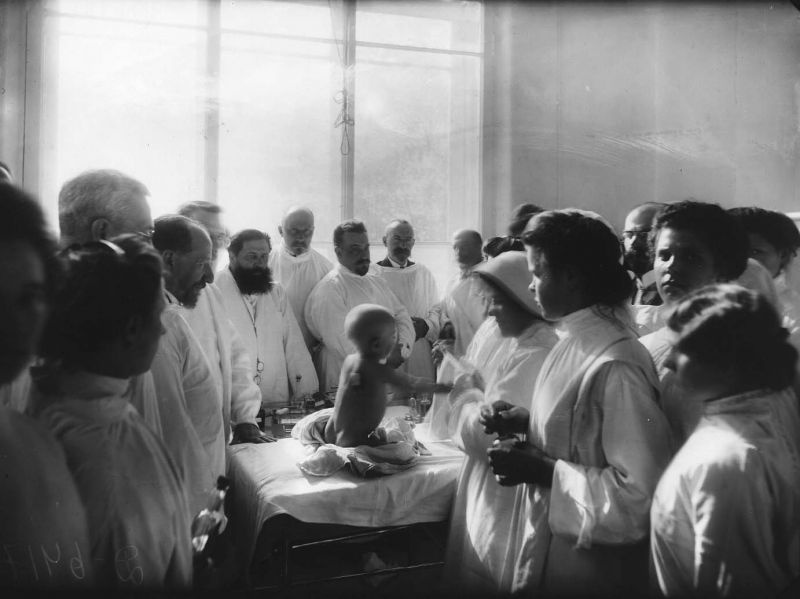
Введение препарата «606» грудному ребёнку, страдающему врождённым сифилисом. 1910 год

С 1906 года Эрлих целенаправленно искал лекарство от сифилиса. Работая совместно, Эрлих и А. Бертхейм исследовали сотни различных органических соединений мышьяка. В 1907 году их ожидала удача: шестьсот шестой по счёту эксперимент был удачным — полученный препарат оказался активным в отношении возбудителя сифилиса — бледной трепонемы (лат. Treponema pallidum). Это был прорыв, стало возможным возвращать к жизни пациентов, ранее считавшихся неизлечимыми. Препарат, вначале именовавшийся просто «препарат 606» (нем. «Ehrlichschen Präparat 606»), получил название «сальварсан» (спасительный мышьяк). В 1909 году Эрлих и его ученик Сахатиро Хата провели испытания препарата, в 1910 он появился в продаже.
Препарат не был безопасным в применении и обладал целым рядом противопоказаний. Эрлих продолжал исследования и вскоре ему удалось синтезировать более безопасный «препарат 914», получивший название «неосальварсан»; эти два препарата стали первыми химиотерапевтическими лекарствами направленного действия, полученными человеком.
В настоящее время сальварсан официально не применяется нигде; уже во второй половине XX века он вышел из употребления и был заменён другими, намного более эффективными и безопасными средствами.

## Оригинальные рекомендации по применению[3]
Химико-физические свойства: препарат представляет собой светло-жёлтый порошок, содержащий около 34% мышьяка и растворяющийся в воде. Эти водные растворы, ввиду их кислой реакции, непригодны для впрыскиваний и перед употреблением должны быть нейтрализуемы согласно прилагающемуся указанию.
Показания: применим для лечения первичного, вторичного и третичного сифилиса, а также для предохранительного лечения.
Противопоказания: при серьёзных расстройствах органов кровообращения, при резко выраженных перерождениях центральной нервной системы, а также при кахексии применение препарата противопоказано, как и для больных, обладающих явной идиосинкразией к мышьяку.
Дозировка: согласно Михаэлису, в среднем на килограмм веса тела назначается 1 сантиграмм (0,01 г) сальварсана.
Способ применения: препарат может быть впрыскиваем подкожно, в мышцы или в вены. После подкожного или внутримышечного введения впрыснутая жидкость распределяется при помощи осторожного массажа и на соответственное место накладывается компресс. Желательно, чтобы после впрыскивания больной 2-3 дня оставался под наблюдением надёжного врачебного персонала и соблюдал постельный режим.
Предостережение: препарат отпускается в ампулах, эвакуированных и наполненных индифферентным газом для того, чтобы предохранить его от окисления. Применять растворы, приготовленные не непосредственно перед применением, крайне нежелательно. Содержимое ампул, повреждённых при перевозке, не должно употребляться, равно как и остатки из ранее вскрытых ампул.
Ототоксичен (может ухудшать слух).